# Agenzia italiana per la risposta alle emergenze
L'Agenzia italiana per la risposta alle emergenze (AGIRE), era un'organizzazione umanitaria nata nel maggio 2007, e chiusa nel 2019 che raggruppava alcune delle più importanti organizzazioni non governative presenti in Italia che avevano scelto di unire le loro forze in soccorso alle popolazioni colpite dalle più gravi emergenze umanitarie nel mondo.
Facevano parte di AGIRE le seguenti organizzazioni:
- ActionAid
- AMREF
- Cesvi
- COOPI
- Gruppo di volontariato civile (GVC)
- Oxfam, su oxfamitalia.org.
- Terre des Hommes
- SoS Villaggi dei Bambini, su sositalia.it. URL consultato il 15 gennaio 2013 (archiviato dall'url originale il 14 gennaio 2013).
- Volontariato internazionale per lo sviluppo

Il principale obiettivo di AGIRE era la raccolta dei fondi necessari a portare soccorso alle popolazioni colpite da emergenze internazionali.
Il modello di azione di AGIRE era costruito sull'esempio dei "comitati emergenze" operanti in altri paesi europei (Belgio, Germania, Regno Unito, Paesi Bassi, etc): allo scoppio di una crisi internazionale, il comitato lancia un appello nazionale per la raccolta di fondi; una rete di partner – network televisivi, quotidiani nazionali, gruppi bancari, compagnie telefoniche, enti locali – aiuta a informare l'opinione pubblica ed a moltiplicare i canali per la raccolta dei fondi. Le risorse raccolte vengono utilizzate dalle organizzazioni non governative già presenti nell'area della crisi o con maggiori capacità di intervento.
Le organizzazioni aderenti si attivano per avviare interventi di emergenza e soccorso alle popolazioni civili.
Il comitato dei garanti aveva lo scopo di farsi garante della trasparenza della raccolta e dell'utilizzo dei fondi.
Al termine della realizzazione dei programmi, una valutazione indipendente verificava il reale impatto sulle popolazioni beneficiarie. I risultati di AGIRE venivano pubblicati sul sito web e diffusi attraverso i mezzi di comunicazione.

## Criteri di adesione
AGIRE riuniva organizzazioni non governative italiane che all'epoca erano presenti in più di 110 paesi e in molte aree di crisi del mondo, con centinaia di programmi e oltre 400.000 sostenitori privati in Italia.
Le organizzazioni associate ad AGIRE dovevano essere legalmente costituite in Italia ed aderire al codice di condotta del Movimento internazionale della Croce Rossa, della Mezza Luna Rossa e delle ong di aiuto umanitario.